# Solana d'Andorre
La solana d'Andorre est la partie du territoire andorran située sur le versant nord des Pyrénées, dans la haute vallée de l'Ariège. 

## Géographie

### Géographie physique

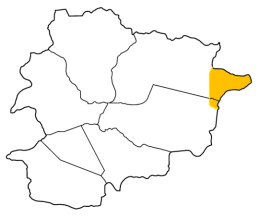
La solana d'Andorra mise en évidence

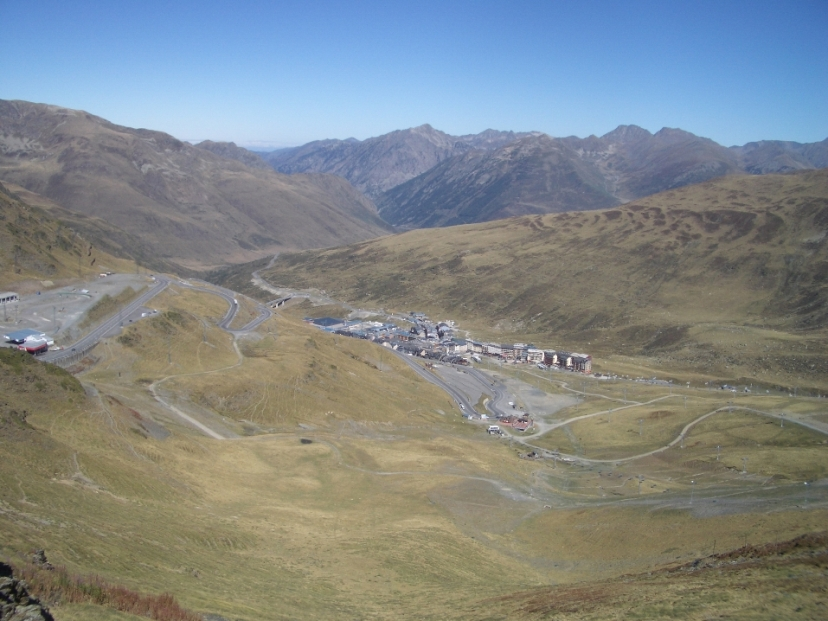
Vue du Pas de la Case depuis le port d'Envalira

La solana correspond à la pointe la plus orientale du territoire andorran. Elle possède une forme grossièrement triangulaire et s'étend sur environ 18 km2. Contrairement au reste de la principauté la solana se trouve sur le bassin hydrographique de l'Ariège et donc de la Garonne. 
La solana est limitée à l'ouest par une ligne de crête coïncidant avec la ligne de partage des eaux entre océan Atlantique et mer Méditerranée. Les sommets de cette ligne s'élèvent entre 2 600 m et 2 700 m d'altitude. On notera du nord au sud la Tosa de Siscaro (2 818 m), le pic d'Ortafà (2 691 m) et le pic de Maia (2 615 m). Cette ligne se termine au port d'Envalira (2 408 m) au pied duquel se trouve la ville du Pas de la Case. À l'est le cours de l'Ariège marque la frontière avec la France. Au nord une seconde ligne de crête sépare la solana de la vallée du Siscar en Ariège. Celle-ci est formée du pic de la Cabaneta (2 818 m) et du Roc Mélé (2 811 m). L'altitude de cette crête décroit ensuite lentement vers l'est.
L'Ariège et son principal affluent le riu de Sant Josep constituent les principaux cours d'eau de la solana.
Sur le plan géologique, la solana d'Andorre est formée de roches métamorphiques comme le cirque des Pessons voisin.

### Géographie humaine
La majeure partie de la Solana est comprise sur le territoire de la paroisse de Canillo. En revanche le Pas de la Case qui est situé à l'extrémité de la Solana appartient à la paroisse d'Encamp en vertu d'un bail emphytéotique. 
Le Pas de la Case et ses 2 424 habitants constitue d'ailleurs l'unique village de la solana bien que L'Hospitalet-près-l'Andorre soit situé à seulement 2 km à vol d'oiseau de sa limite orientale. 
De même le col d'Envalira constitue l'unique route du territoire. Celle-ci est néanmoins d'importance puisqu'elle représente l'unique voie de communication routière entre l'Andorre et la France. La solana n'est enfin pas empruntée par les principaux sentiers de randonnée andorrans.

## Histoire
Le tracé de la frontière franco-andorrane comme celui de la frontière franco-hispanique suit quasi-systématiquement le tracé de la ligne de crête séparant le versant septentrional du versant méridional des Pyrénées. La solana d'Andorre, de par sa localisation sur le versant nord des Pyrénées et donc dans la haute vallée de l'Ariège, fait exception à cette règle pour des raisons historiques.
Le territoire a été longtemps disputé entre les habitants de la paroisse de Canillo et les habitants de la vallée de Merens et notamment ceux de L'Hospitalet. Compte tenu de l'utilisation constante des pâturages par les andorrans, une série de décisions juridiques et d'arbitrages vont leur attribuer la possession de la solana. Le premier document allant dans ce sens est un arbitrage datant de 1304 entre le roi de Majorque et le comte de Foix. D'autres vont se succéder jusqu'au conseil royal de Toulouse en 1835,.
L'ouverture de la route avec la France en 1933 puis la construction de la station de ski du Pas de la Case en 1957 ont totalement modifié le visage de la solana qui est aujourd'hui un haut lieu des sports d'hiver ainsi que du commerce transfrontalier dans les Pyrénées.

## Économie
Traditionnellement la solana est une terre de pâturages utilisés pour l'élevage. De nos jours l'économie du territoire repose sur la station de ski du Pas de la Case. Cette dernière a connu une très forte croissance de sa population et de son activité touristique depuis l'ouverture des premières pistes en 1957. Il convient de noter toutefois que les pistes de ski ne sont pas situées stricto sensu dans la solana contrairement à la station.

## Toponymie
Le mot catalan solana provient du latin solanum qui signifie « au soleil », comme le mot français soulane. Le terme souligne bien que la solana d'Andorre constitue un adret de la haute vallée de l'Ariège.